# El Solovino
El Solovino är en ort i Mexiko.   Den ligger i kommunen Pénjamo och delstaten Guanajuato, i den centrala delen av landet, 300 km väster om huvudstaden Mexico City. El Solovino ligger 1 682 meter över havet och antalet invånare är 149.
Terrängen runt El Solovino är platt åt sydväst, men åt nordost är den kuperad. Runt El Solovino är det ganska tätbefolkat, med 104 invånare per kvadratkilometer. Närmaste större samhälle är La Piedad Cavadas, 14,1 km sydväst om El Solovino. Omgivningarna runt El Solovino är en mosaik av jordbruksmark och naturlig växtlighet.